# ووادیسواف کروپا
ووادیسواف کروپا (لهستانی: Władysław Krupa; ۲۹ دسامبر ۱۸۹۹ – ۲۲ مارس ۱۹۶۹) بازیکن فوتبال اهل لهستان بود.
از باشگاه‌هایی که در آن بازی کرده‌است می‌توان به باشگاه فوتبال ویسوا کراکوف اشاره کرد.
وی همچنین در تیم ملی فوتبال لهستان بازی کرده‌است.